# Land of Immortals
『Land of Immortals』(ランド・オブ・イモータルズ)はイタリアのシンフォニックメタルバンド、ラプソディーの前身であるThundercrossが1994年に発売したデモテープ。

## 解説
- ラプソディーにとって初の音源である。
- 全曲が次作『Eternal Glory』に収録されている。

## 収録曲
1. Invernal Fury
2. Warrior of Ice
3. Land of Immortals
4. Holy Wind

## メンバー
- Cristiano Adacher - vocals
- Luca Turilli - guitars
- Andrea Furlun - bass
- Alex Staropoli - keyboards
- Daniele Carbonera - drums